# کدورت (ئی‌پی)
کدورت (به انگلیسی: Opulence) اولین آلبوم چندآهنگه توسط رپر آمریکایی بروک کندی است که توسط آرسی‌ای رکوردز در ۶ مهٔ سال ۲۰۱۴ به صورت دیجیتال دانلود منتشر شد.